# PT-91
PT-91 「トファルディ」（ポーランド語: PT-91 "Twardy"）は、ポーランドで開発された主力戦車。T-72M1の発展型であり、1995年に配備された。開発は機械設備開発研究センター（OBRUM）、生産はブマル・ワベンディ社が行った。この会社はポーランドの軍事コンソーシアム「ブマル」グループの一部である。
T-72からの変更点は、射撃統制システム (FCS)、爆発反応装甲、エンジンの高出力化、トランスミッション、自動装填装置などである。他のT-72発展型と違い、ポーランド陸軍のPT-91はエンジン、FCS、通信装置などにほぼ自国製の製品を用いている。チェコのT-72M4CZ、グルジアのT-72SIM-1、インドのT-72 Ajeya Mk2などと同様に、これらの部品は既存のT-72を改修するのに用いられた。
ポーランド陸軍ではレオパルト2と並んで戦車部隊の主力を成している。また、2023年からウクライナに60輌が供与されている。

## 背景
1980年代後半、ポーランド陸軍は旧式のT-55をすべてT-55AMに改修した。この成功は、同様の近代化をポーランド軍に配備された他のソ連製戦車にも行うことができると参謀部に確信させた。1988年後半、ライセンス生産の経験があるT-72M1の近代化改修計画の準備が行われることとなった。
開発に際してグリヴィツェに拠点を置くOBRUMが主開発局に選ばれた。しかし、当初は参謀部がT-72SやT-80のような新型車両の購入も同時に検討していたため、開発は進まなかった。

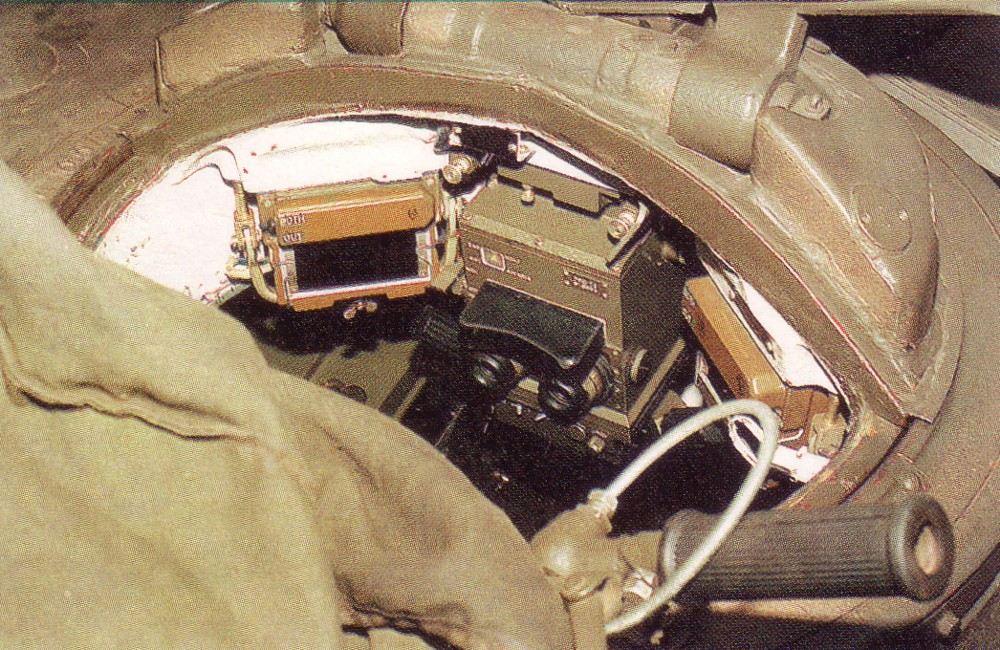
車長用サイト、POD-72

1991年のソビエト連邦の崩壊という政治状況の劇的変化によってソ連戦車購入案は選択肢から除外され、ポーランド製の新型戦車の開発が勢いづいた。最初に提案された設計はポーランド語で「狼」を意味する「ヴィルク」（Wilk）のコードネームで呼ばれたが、この計画は取り消された。それに代わり、「堅い、不屈の」という意味の形容詞である「トファルディ」（Twardy）と名付けられた新計画に移行することとなった。

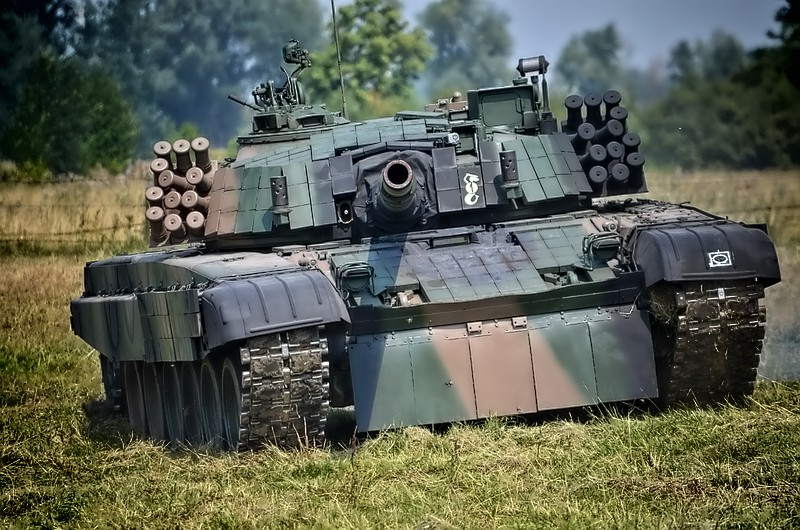
正面

T-72の改修の基本的な目的は、現代戦への対応と明白な欠点の修正であった。具体的には、低い機動性、不十分な装甲、FCSの欠如と主砲の貧弱なスタビライザに起因する低い射撃精度が挙げられた。加えてパッシブ赤外線暗視装置の欠如も問題であった。

## 開発
1991年7月、T-72の近代化改修プログラムの実装が開始された。T-72をライセンス生産していたBumarcombineが担当となった。1993年、ポーランド国防省は、機甲師団での試験と実地試験のために20両のPT-91を発注した。

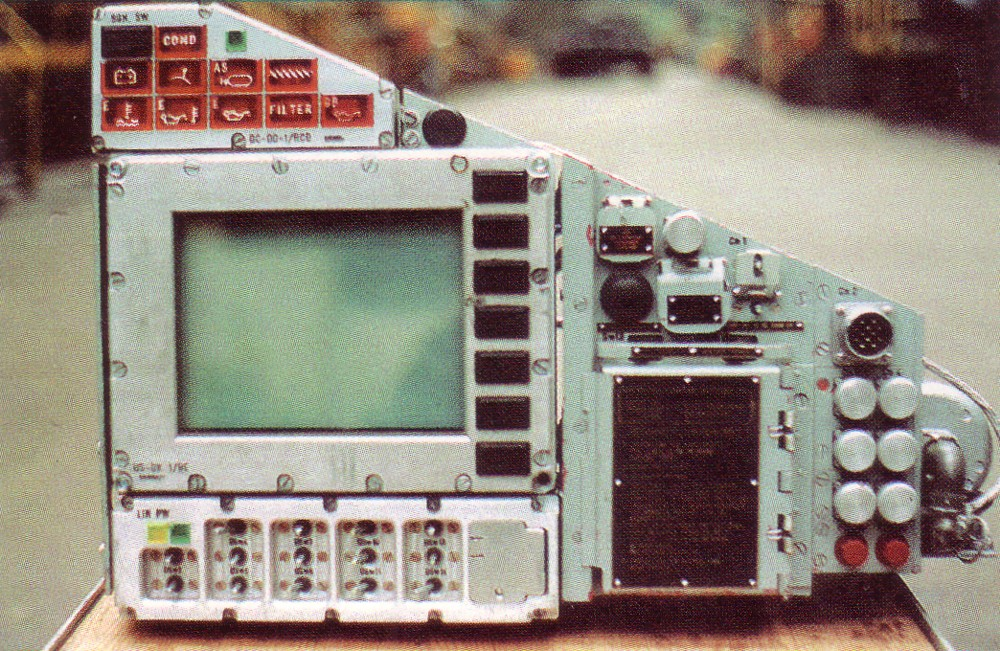
操縦手のコントロールパネル、US-DK-1

成型炸薬弾（HEAT）および対戦車ミサイルに対するの防御能力は、ポーランド技術軍事研究所が開発した爆発反応装甲（ERA）「エラヴァ」によって強化されている。この装甲は、被弾時に爆発してメタルジェットの直撃を逸らす394枚の炸薬内蔵タイルにより構成されている。このタイル群は戦車表面のうち9平方メートルをカバーする。うち108枚のタイルは砲塔に装着され、118枚は車体に、84枚が両サイドに置かれHEATから戦車を守る。このタイルは、T-72のERAが用いるゴムの代わりに鋼鉄製の対HEATスクリーンを用いている。「エラヴァ」とソ連製ERAとの主な相違点は、ソ連製品ではタイル間に10-15mmに達する隙間があって防御力を低下させているのに対し、「エラヴァ」ではタイル同士がほぼ密着していることにある。「エラヴァ」には「エラヴァ-1」および「エラヴァ-2」の2タイプがあり、炸薬の量に違いがある。試験では「エラヴァ」はメタルジェットの貫徹力を50-70%減じ、APFSDSの侵徹力を30-40%減少させるなど劇的な防御力向上を見せた。さらには口径30mmまでの弾丸の直撃、砲弾や地雷の破片、ナパームの火炎の中でも誘爆しなかった。
PT-91の主砲は、T-72と同じ毎分8-10発の連射速度をもつ自動装填装置を備えた 2A46 125mm滑腔砲であるため、装填手を必要としない。他に同軸機銃としてPKT 7.62mm汎用機関銃、対空用にNSV 12.7mm重機関銃を装備している。そして24基の擲弾発射機を、対人榴弾または煙幕弾の発射用として備え、それ以外にディーゼル燃料から煙幕を発生させることも可能である。
FCSの近代化は、旧来のソ連製2E28Mをスロバキア製の新型に交換することから始められた。これは戦車の状態を表示する電子情報ブロックを備える。さらに、不整地における走行速度超過等の効果的な直接照準射撃を妨げる事由があるときは、車長にそれを知らせることができる。

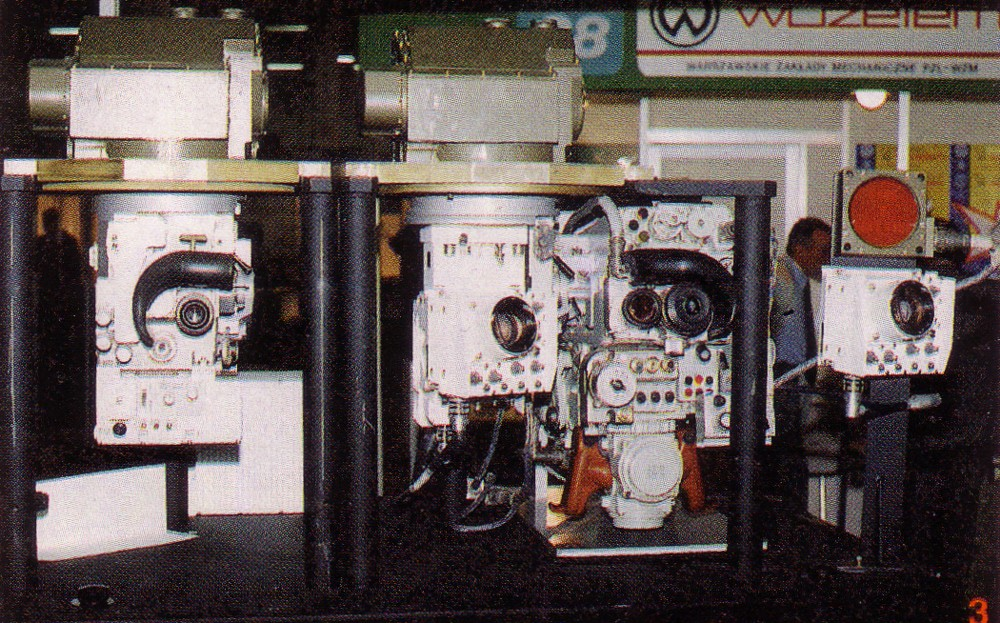
Drawa射撃統制装置

ポーランドの技術者が開発したFCS「ドラヴァ」は以下の機材から構成される。
- 砲手用のPCD昼間照準器
- イスラエルのELOP社製TES赤外線暗視装置
- 指揮官用POD-72昼夜間観察照準器
- 弾道コンピューター
- 情報処理システム
- レーザー測量器

弾道コンピューターの照準は目標の速度、天候、弾体の種類と周囲の温度を計算して決定される。
操縦手は戦車のメインシステムとモニターへの情報表示を司るUS-DK-1を利用する。操縦手の暗視装置は「ラドムカ」パッシブ暗視装置に換装された。
近代化により重量が増したため、開発陣はより強力なエンジンを開発せねばならなかった。そこで機関が、ソ連製V-46-6エンジンから12気筒のS-12Uディーゼルエンジンに換装され、出力は780馬力から850馬力に向上した。主に燃料・空気噴射システムが改良された。これにより本車の航続距離は悪化した。最新のタイプではターボチャージャーを備えたS-1000 1,000馬力エンジンを装備している。

## 実戦投入と損失
2023年、ロシアのウクライナ侵攻でウクライナに供与された車両が実戦に投入され損失が確認された。現地では、ドローン攻撃に対処するために簡易なケージ装甲が追加された姿が確認されている。

## 派生型

### PT-91 トファルディ(PT-91 Twardy)
T-72M1の改修型としてポーランド陸軍で採用されたタイプ。主な装備はSKO-1M 「ドラヴァ-1T」射撃統制システム(初期生産型は代わりにSKO-1 「ドラヴァ」を備える)、PCO SSC-1 「オブラ-1」レーザー警戒システム、「エラヴァ」爆発反応装甲、850馬力PZL-ヴォラ S-12Uエンジンである。
最初の20両はポーランド陸軍に1993年から1994年に、他の78両は1995年から1997年に製造された。1998年から2002年には、135両がT-72M1（1980年代後半に製造）から近代化改修された。新規製造と改修型ともに同様の戦闘能力を有する。
細かい構成の違いに応じてPT-91、PT-91M、PT-91MA1の三種の派生型に分けられ、Mはマレーシア向けの派生型を示す。

### PT-91A トファルディ(PT-91A Twardy)
PZL-ヴォラ S-1000 1,000馬力エンジンへの換装、機械式トランスミッションやその他のマイナーチェンジを施した型である。試験や軍事展覧会で使用されている。

### PT-91Z ハルディ(PT-91Z Hardy)
Zは Zmodernizowany の略語で「現代化された」という意味の被動形動詞。「ハルディ」は「誇り高い」という意味の形容詞。さらに開発が進んだSAGEM 「サヴァン-15」射撃統制システムを備えるが、射撃試験では「ドラヴァ」に比べ射撃精度で優位性は少なかった。最大の優位点は、新型の主砲安定システムが走行中の射撃精度を劇的に向上させたことである。
試作型1両のみの生産に終わったが、後にPT-91Mの開発の参考に用いられた。この派生型は、マレーシアにおける次期主力戦車の座をT-90、T-84、K1戦車らと争い、勝利している。

### PT-91M ペンデカル(PT-91M Pendekar)
Mはマレーシアを意味する。「ペンデカル」はシラットの達人のこと。マレーシアへの輸出型であり SAGEM 「サヴァン-15」射撃統制システム、レンク/SESM ESM-350M自動トランスミッションを備えたPZL-ヴォラ S-1000R 1,000馬力エンジンによる最高速度70km/h、そして新型の通信システムを備える。
武装としてコンシュトルクタ・ディフェンス会社が開発した2A46MS 125mm戦車砲、同軸機銃にFN MAG、対空用にFN M2HBを装備。
またSAGEM VIGY 15 ジャイロスタビライザ付きパノラマ光電子サイト、シグマ 30 レーザージャイロ慣性航法装置、EADS EPS72 砲塔安定システム、PCO SSP-1 「オブラ-3」レーザー警戒システム、「エラヴァ-3」 爆発反応装甲、ZM デザメト 902A 81mm グレネードランチャー、570P 型ディール・レムシャイト GmbH 無限軌道などを装備する。
PT-91EおよびPT-91Exと名づけられた2両の試作車両と、48両のPT-91Mが2007年から2009年に製造された。

### PT-91E/Ex
Eは輸出（Eksport）を意味する。PT-91M試作車両が改名されたものであり、軍事展覧会にて輸出版のデモンストレーションに用いられた。
PT-91Eは当初SP1と名づけられており、これは2005年にクアラルンプールの軍事パレードにて紹介されたものと同じ車両である。PT-91Exは2両目の名前。両車ともマレーシアにおいてテストを受けており、SP1は7,000kmにおよぶ不整地での牽引試験を、SP2は2,000kmの牽引試験と500発の主砲発射試験をそれぞれうけた。
PT-91Mと非常に似通っており、他国からも輸出の要請があった。

### PT-91P
Pはペルーを意味する。SITDEF ペルー2009 軍事展覧会にてデモンストレーションを行った。PT-91Exより安価な代替品である。
このバリアントは新型のPCO 「ドラヴァ-TG」射撃統制システム、サーマルサイト、現代的な通信システムなどを備える。この車両は先の SITDEF ペルー2009エクスポを含む、南アメリカのいくつかのイベントに出品された。
ペルー陸軍へPT-91Pは採用されず、中華人民共和国の90-II式戦車が採用されたが、ウクライナのエンジン輸出許可が必要になったため、発注は取り消されウクライナ製の「ティフォーン-2」に切り替えられた。

### PT-72U/PT-91U/PT-91EU
Uは都市化（Urbanizowany）を意味する。MSPO 2011にて展示された市街戦対応の改良型で、スラットアーマーや8台の固定TVカメラによる360度全周監視システム、RWSなどが装備されている。既存のT-72/PT-91/PT-91Eの改修パッケージとして提案されており、アルメニアが採用を検討していた。

### PT-91M2
ポーランド陸軍の近代化改修型。PT-91Mで使用された技術が取り入れられる。

## 関連車両

### WZT-3

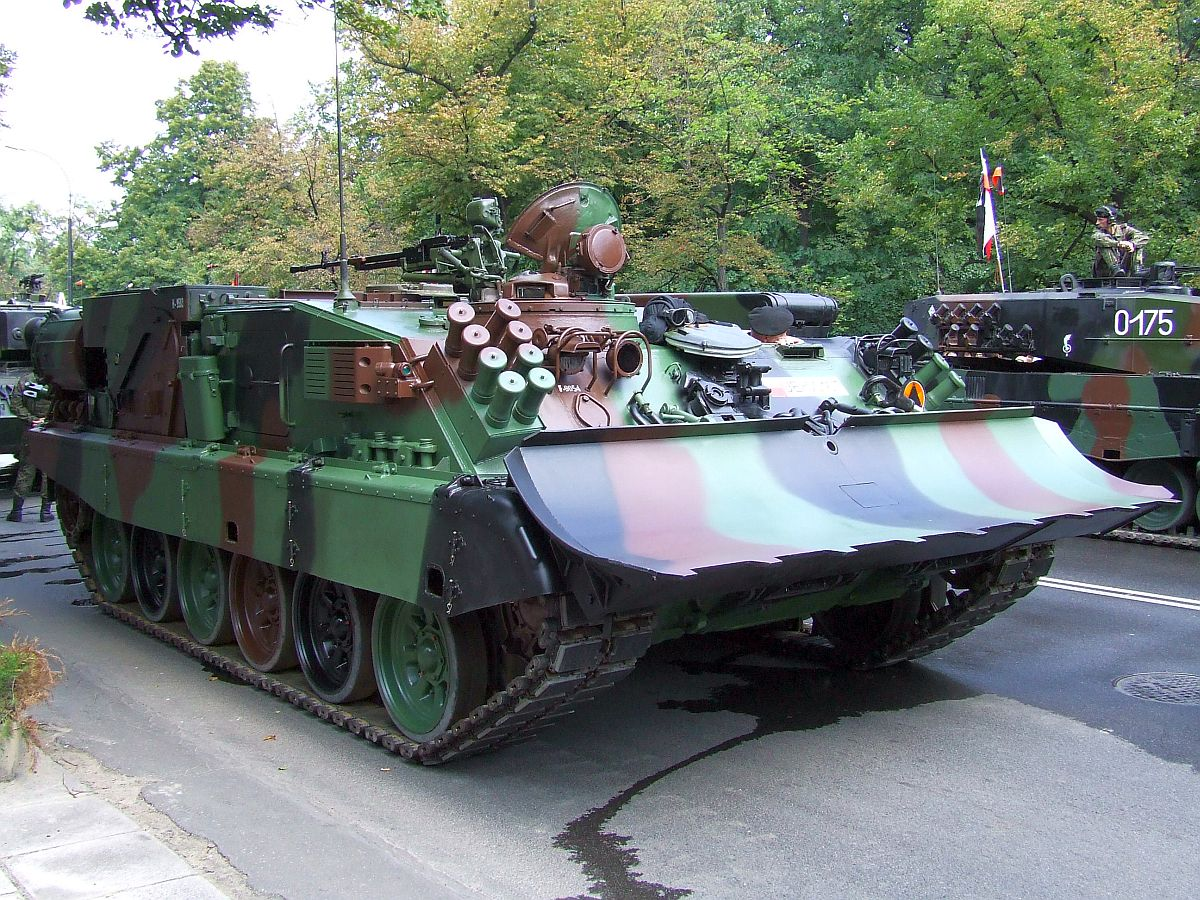
WZT-3

WZT（Wóz Zabezpieczenia Technicznego、技術支援車両)は、PT-91ないしT-72の車体を元にファミリー化した車両の装甲回収車型である。おそらく最も一般的なT-72ベースの装甲回収車であり、世界に400両が配備されている。車長のハッチに設置された12.7mm機関銃で武装している。標準的な装備は15トンの持ち上げ能力を持つテレスコープ付きクレーン、フロントドーザーブレード、メインとサブのウィンチ2つである。
- WZT-3 - T-72ベースの車両。ポーランド陸軍に20両。
- WZT-3M - PT-91ベースの車両。新規製造が9両と、WZT-3の改修車両が20両ポーランド陸軍に配備。
- M-84ABI - M-84Aベースの派生型。ユーゴスラビアにてライセンス生産。うち15両はクウェートへ輸出された。
- ARV-3 - T-72ベースの派生型。352両が製造されインド陸軍に配備。
- WZT-4[12] - PT-91Mベースの派生型。マレーシア陸軍に6両。この車両はMID-Mと技術的につながりがある。

### MID ビゾン-S(MID Bizon-S)

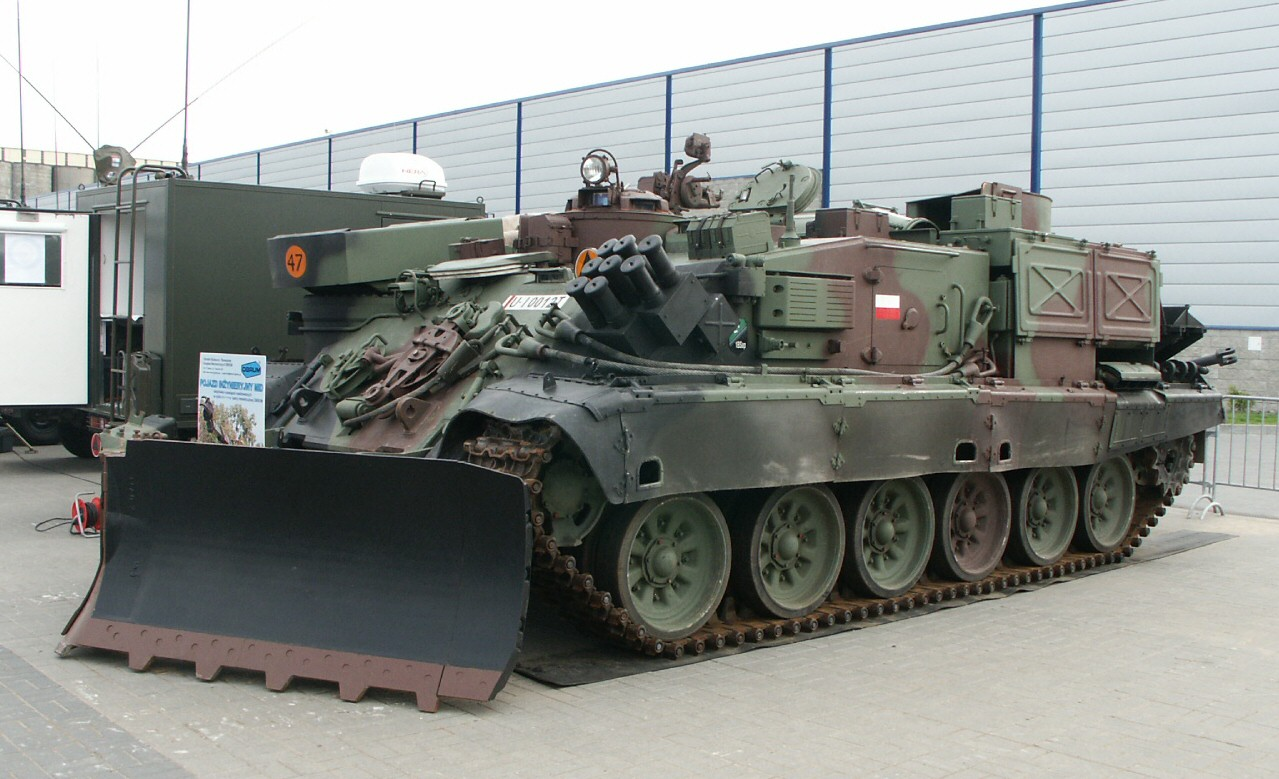
ポーランド陸軍所属のMID

MIDは「道路工作車」という意味の Maszyna Inżynieryjno-Drogowa の略称であり戦闘工兵車のことである。「ビゾン」はポーランド語でバイソン。
- MID - PT-91ベースの派生型。ポーランド陸軍に8両配備。
- MID-M - PT-91Mベースの派生型。マレーシア陸軍に3両配備。

### PMC

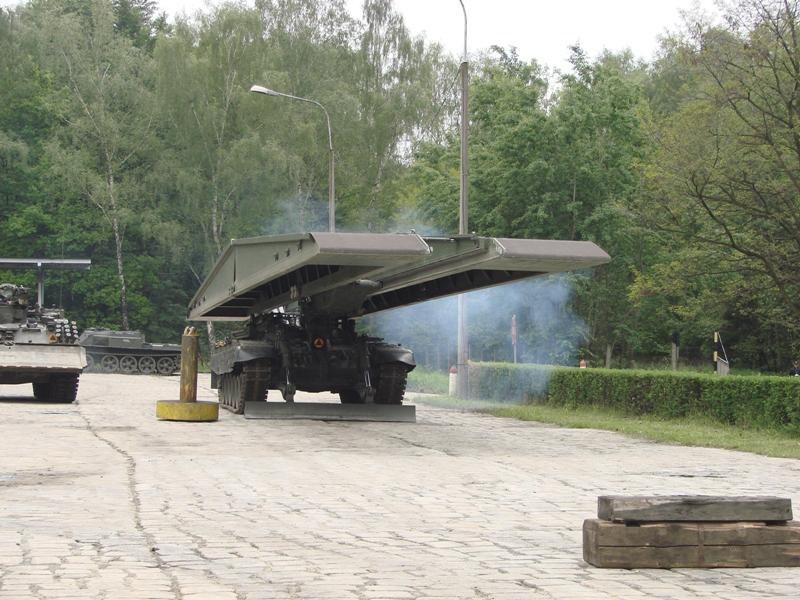
PMC-レグアン（架橋を展開した状態）

PMC（Pomocniczy Most Czołgowy: 戦車補助橋）はポーランド軍の架橋戦車としてその名のとおり橋を架けることで支援する。PT-91をベースとしたPMC-90は戦闘部隊と必要な任務を遂行することができる。
- PMC-90 - PT-91ベースのMLC-60橋を用いた試作車両。不採用であった。
- PMC-レグアン（PLC-Leguan - PT-91Mベースの派生型でマレーシア陸軍に5両が配備。26mのMLC 60 レグアン架橋装備を有する。
- MG-20 「ダグレヤ-G」（MG-20 Dagleja-G - MG（Most Gąsienicowy: キャタピラ橋）とは装軌橋を意味し、T-72をベースにMLC-70架橋システム装備させ、ホイールをひとつ増やしシャーシを延長したものである。現在は開発段階でポーランド陸軍においてT-55ベースのBLG-67Mを代替する予定である。

### PZA ロアラ(PZA Loara)

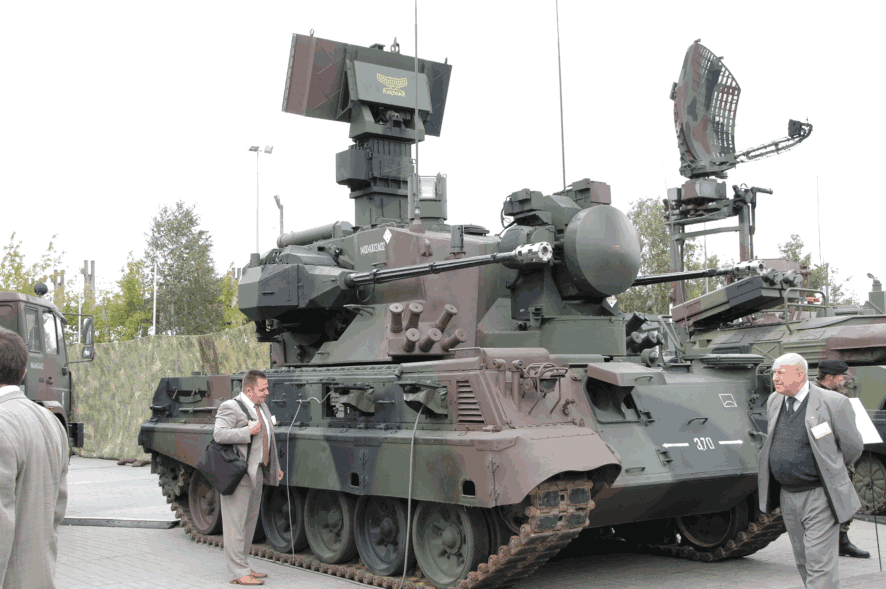
PZA Loara

PZA（Przeciwlotniczy zestaw artyleryjski: 対空砲熕セット）は対空砲システムを意味し、「ロアラ」とはポーランド語でロワール川のことである。1990年代後半に開発された装甲とレーダーを有する試作自走式対空砲である。
PT-91の車体をベースに装甲化された砲塔にレーダーと連動したエリコン35mm2連装高射機関砲 L-90を2門搭載したものである。
当初はPZR 「ロアラ」という地対空ミサイル車両と密接に連携して行動するという計画であったが頓挫した。この「ロアラ」はこれ単体として以外にも大規模な対空防御システムの一部として自動照準射撃することができる。
この車両は三次元索敵型と直接交戦用の2機のレーダーを持つ。索敵レーダーは26kmの探知範囲を持ち一度に64もの目標を追跡・処理することができる。このレーダーシステムはまた移動中も使用可能であり、データは毎秒更新される。またレーザー照準も可能で、テレビ画面とFLIR画面により全天候昼夜間戦闘能力を保有しまた猛烈なECM環境下でもレーダーに頼らない戦闘が可能である。このシステムの反応速度は10秒以下に抑えられている。対応可能な高度は超低空から5,000m(16,500ft)までであり、速度は500m毎秒まで。地上や海上の軟目標に対しても交戦可能である。

### PT-94 ゴルィル(PT-94 Goryl)
「ゴルィル」とはポーランド語でゴリラを意味し、PT-91開発から得た経験を用いたポーランド製新型MBT開発計画である。この戦車はフロントエンジンのメルカバ戦車と似た設計の予定であり、さらに改良を加えたエンジン、トランスミッション、射撃管制システムを搭載する。
装甲は複合装甲にERA、主武装は120mmないし125mm戦車砲と60mm迫撃砲、副武装にPKT同軸機銃とNSWT対空機銃を装備し乗員数は3名。この計画の名前は「アンデルス」（Anders）としても知られていた。計画の初期段階において取り消された。

### PT-97 ゲパルト(PT-97 Gepard)
「ゲパルト」とはポーランド語でチーターを意味。しばしばPT-2001としても知られている。T-72系列のさらなる近代化改修計画として準備されたポーランド製主力戦車改修計画である。2種類の案が提出され、「ブマル」からは正面装甲と冒険的に2A46を用いたルクレール様の砲塔への改修計画が提案され、OBRUMからは正面と側面に新型の反応装甲を用い主砲をラインメタル 120 mm L44とする案が提出された。
性能は劇的に改善されるはずであったが、財政的な問題から両者とも試作車両さえ製作されなかった。しかし、設計の経験は新たな派生型への助けとなった。

### AHS クラプ(AHS Krab)
「クラプ」とはポーランド語でカニを意味し、NATO標準の155mm榴弾砲を装備した車両である。設計はスタロヴァ・ヴォラ製鉄所社で52口径砲搭載のAS-90自走自走榴弾砲の砲塔をライセンス生産し、WB エレクトロニクスの「トパス」砲兵射撃管制システムを用いる。榴弾砲はS-12UエンジンなどPT-91の各種部品に装備される。しかしPT-91をベースとしたものは試作のみに終わり、最終的に韓国製のK9をベースとすることになった。